# Rosalind Grender
 (décembre 2020).
Rosalind Mary Grender, connue sous le nom d'Olly Grender, (née le 19 août 1962) est une ancienne responsable des communications pour les libéraux démocrates et une pair à vie.

## Biographie
Elle fait ses études à Putney High School, une école indépendante pour filles à Putney dans le sud-ouest de Londres, suivie par le Kingston College of Further Education à Kingston upon Thames, également au sud-ouest de Londres, et à l'Université du Staffordshire.
Dans les années 1980, elle est membre de la Garde verte de la Ligue nationale des jeunes libéraux. Après avoir travaillé comme assistante pour les libéraux démocrates, Grender est rédacteur de discours pour Paddy Ashdown à la fin des années 1980, recevant un MBE dans la liste 1996 Birthday Honours. Elle est directrice des communications pour les libéraux démocrates de juin 1990 à juin 1995 et directrice des communications pour Shelter de juin 1995 à octobre 1999, avant de rejoindre LLM Communications en 2000 . Elle apparaît parfois à la télévision britannique, soutenant les points de vue des libéraux démocrates.
Elle est créée pair à vie le 4 septembre 2013 sous le titre baronne Grender, de Kingston upon Thames dans le London Borough of Kingston upon Thames et siège avec les libéraux-démocrates. Elle prononce son premier discours le 28 novembre 2013 .